# Castello dei Pio
Le Palazzo dei Pio di Carpi , appelé communément Castello dei Pio, est un groupe hétérogène de bâtiments de différentes périodes qui s'étend sur la Piazza Martiri et la Piazza Astolfo, le cœur médiéval de la ville de Carpi.

## Description
Le complexe, autrefois entouré de fossés, est composé de plusieurs bâtiments construits entre le XIe  et le  XVIIe siècle et a été habité par les Pio du XIIe  au  XVIe siècle. Il comprend une volière, la tour Passerino (ou Bonacolsi), la façade centrale, les salles de l'évêque, la tour de l'horloge, la tour Spagnoli (ou Galasso). L’impulsion décisive à son enrichissement a été donnée par Alberto III Pio qui a transformé la forteresse médiévale en demeure de style Renaissance au XVIe siècle. 
À l'intérieur du château se trouvent les musées municipaux répartis en plusieurs sections : le Museo Civico Giulio Ferrari, le musée de la ville, et le « Musée de la gravure sur bois italienne », dédié à Hugo de Carpi et aux maîtres italiens et étrangers. Il présente des œuvres originales en rotation, des matrices et un pressoir à vin du XIXe siècle.

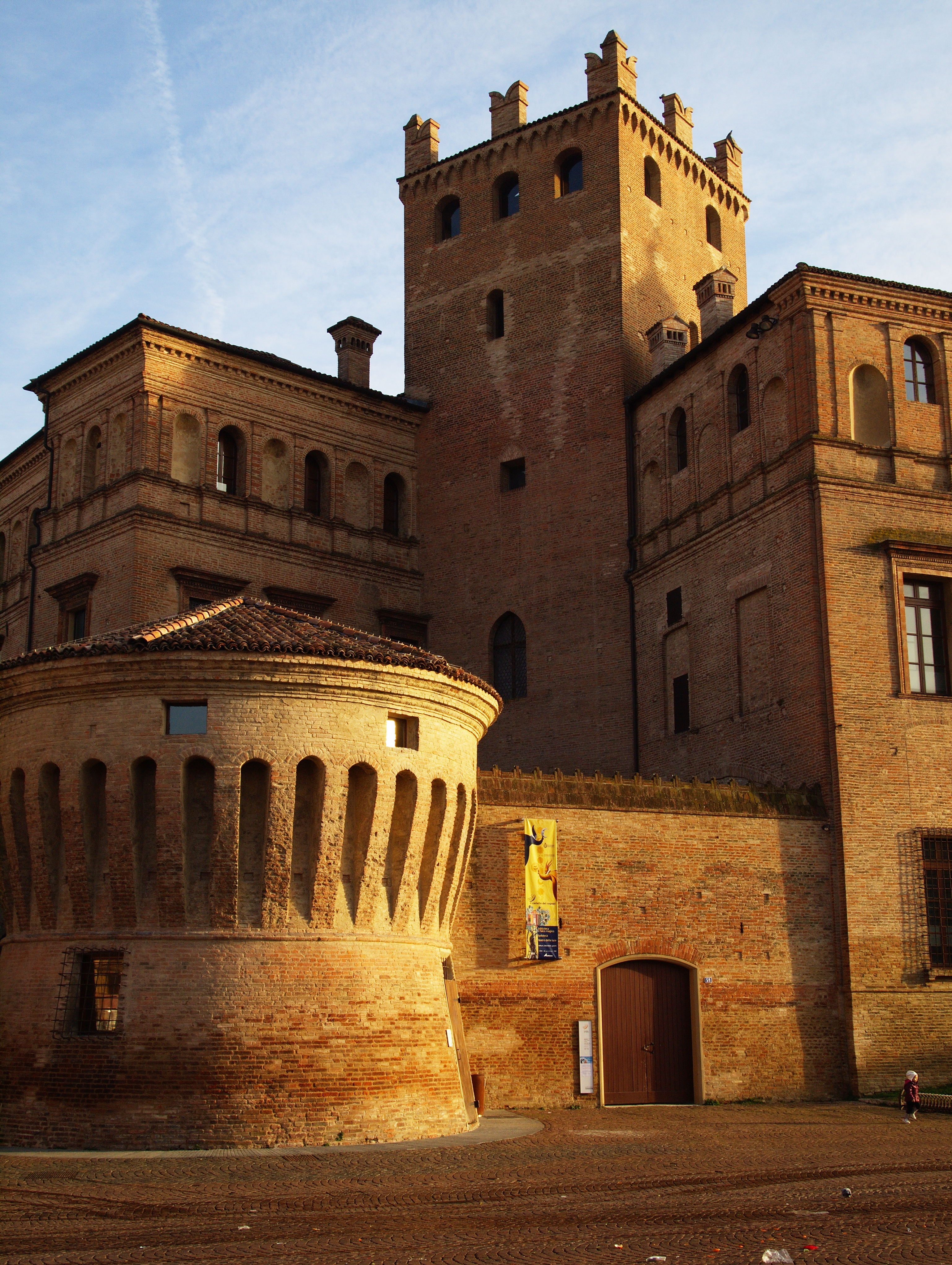
Castello dei Pio, la tour Uccelliera et la tour Passerino Bonacolsi.